# 7965 Кацухіко
7965 Кацухіко (7965 Katsuhiko) — астероїд головного поясу, відкритий 17 січня 1996 року.
Тіссеранів параметр щодо Юпітера — 3,322.